# Cyathea multisegmenta
Cyathea multisegmenta är en ormbunkeart som beskrevs av R. M. Tryon. Cyathea multisegmenta ingår i släktet Cyathea och familjen Cyatheaceae. Inga underarter finns listade.